# Resolutie 387 Veiligheidsraad Verenigde Naties
Resolutie 387 van de Veiligheidsraad van de Verenigde Naties werd op 31 maart 1976  aangenomen. Dat gebeurde met negen stemmen voor, geen tegen en vijf onthoudingen van Frankrijk, Italië, Japan, het Verenigd Koninkrijk en de Verenigde Staten. De Volksrepubliek China nam niet deel aan de stemming.

## Achtergrond
In 1968 hadden de Verenigde Naties het mandaat dat Zuid-Afrika over Namibië had gekregen beëindigd. Het land weigerde echter te vertrekken, waarna de VN het Zuid-Afrikaanse bestuur in Namibië middels resolutie 310 illegaal verklaarden en Zuid-Afrika middels resolutie 418 een wapenembargo oplegden. De buurlanden van Namibië die de Namibische onafhankelijkheidsstrijd steunden werden door Zuid-Afrika geïntimideerd met geregelde militaire invasies.

## Inhoud
De Veiligheidsraad:
- Heeft de brief van Kenia in naam van de Afrikaanse VN-groep in beraad genomen.
- Heeft de verklaring van Angola gehoord.
- Herinnert aan het principe dat geen enkel land mag interveniëren in de interne of externe aangelegenheden van enig ander land.
- Herinnert ook aan het recht van landen om hulp te vragen aan een ander land.
- Denkt eraan dat lidstaten geen bedreiging of geweld mogen gebruiken tegen de territoriale integriteit of onafhankelijkheid van enig land.
- Is erg bezorgd over de agressie van Zuid-Afrika tegen Angola en de schending van diens soevereiniteit en territoriale integriteit.
- Veroordeelt het gebruik van Namibië als uitvalsbasis hiervoor.
- Is ook erg bezorgd om de schade en verwoesting en de inbeslagname van uitrusting en materiaal.
- Neemt akte van de brief van Zuid-Afrika over de terugtrekking van de troepen.

1. Veroordeelt de Zuid-Afrikaanse agressie tegen Angola.
2. Eist dat Zuid-Afrika de onafhankelijkheid, soevereiniteit en territoriale integriteit van Angola respecteert.
3. Eist ook dat Zuid-Afrika Namibië niet gebruikt om Angola of andere buurlanden aan te vallen.
4. Roept Zuid-Afrika op de schade te vergoeden.
5. Vraagt de secretaris-generaal om de uitvoering van deze resolutie op de voet te volgen.

## Verwante resoluties
- Resolutie 366 Veiligheidsraad Verenigde Naties
- Resolutie 385 Veiligheidsraad Verenigde Naties
- Resolutie 431 Veiligheidsraad Verenigde Naties
- Resolutie 432 Veiligheidsraad Verenigde Naties

Lijst ·  385 ·  386 ·  387 ·  388 ·  389 ·  390 ·  391 ·  392 ·  393 ·  394 ·  395 ·  396 ·  397 ·  398 ·  399 ·  400 ·  401 ·  402